# Шелков Михайло Євгенович
Шелков Михайло Євгенович (нар. 29.05.1968, Москва, РСФСР) — російський підприємець, олігарх.

## Життєпис
1991 року закінчив Московський фізико-технічний інститут.
Працював у Євросиббанку та Російському банку реконструкції та розвитку, 2001 року очолив «Оборонімпекс», заснований «Рособоронекспортом» та ВЕБом.
У листопаді 2022 року купив за $230 млн алюмінієвий завод «Арконік СМЗ» в Самарі у компанії Acronics, що покинула ринок росії через війну проти України. 2023 року підприємство перейменували на «Самарський металургійний завод» (СМЗ). Заступник голови ради директорів «ВСМПО-Авісма».
2020—2021 — Шелков організував надходження титановмісних концентратів на 90 млн грн до компаній, причетних до виготовлення зброї для ЗС РФ, забезпечення оборонно-промислового комплексу, створення резервів росії для ведення війни проти України.

## Статки
2021 року, за версією Forbes, Шелков посідає № 59 серед найбагатших бізнесменів Росії та № 29 в рейтингу імпакт-інвесторів.
Власник компанії «Промислові інвестиції», якій належать 65,3 % акцій «ВСМПО-Авісма», найбільшого у світі виробника титану. Також володіє 1,15 % акцій «ВСМПО-Авісма» безпосередньо.
- 2017 — $500 млн
- 2018 — $1,2 млрд
- 2019—2020 — $1 млрд
- 2021 — $2 млрд
- 2022 — $1,5 млрд
- 2023 — $4,4 млрд
- 2024 — $3,5 млрд[2]

## Санкції

### США
Восени 2023 року США включили «ВСМПО-Авісма» до Entity list, який передбачає узгодження з владою США ліцензій для будь-яких експортних угод.

### Україна
У серпні 2024 року Бюро економічної безпеки України встановили, що Шелков створив організовану злочинну групу, до складу якої увійшли колишній директор ТОВ «Демурінський гірничо-збагачувальний комбінат», бенефіціар і директорка австрійської компанії. Шелкову та одному з топменеджерів комбінату повідомлено про підозру у фінансуванні антиукраїнської діяльності.